# El Mangal, Oaxaca
El Mangal är en ort i Mexiko.   Den ligger i kommunen San Juan Bautista Tuxtepec och delstaten Oaxaca, i den sydöstra delen av landet, 400 km öster om huvudstaden Mexico City. El Mangal ligger 43 meter över havet och antalet invånare är 339.
Terrängen runt El Mangal är platt. Runt El Mangal är det ganska tätbefolkat, med 86 invånare per kvadratkilometer. Närmaste större samhälle är Tuxtepec, 11,1 km väster om El Mangal. Omgivningarna runt El Mangal är en mosaik av jordbruksmark och naturlig växtlighet.